# Chorebus asini
Chorebus asini är en stekelart som först beskrevs av Docavo Alberti 1965.  Chorebus asini ingår i släktet Chorebus och familjen bracksteklar. Inga underarter finns listade i Catalogue of Life.